# St. Katharinen (Neuenkirchen)

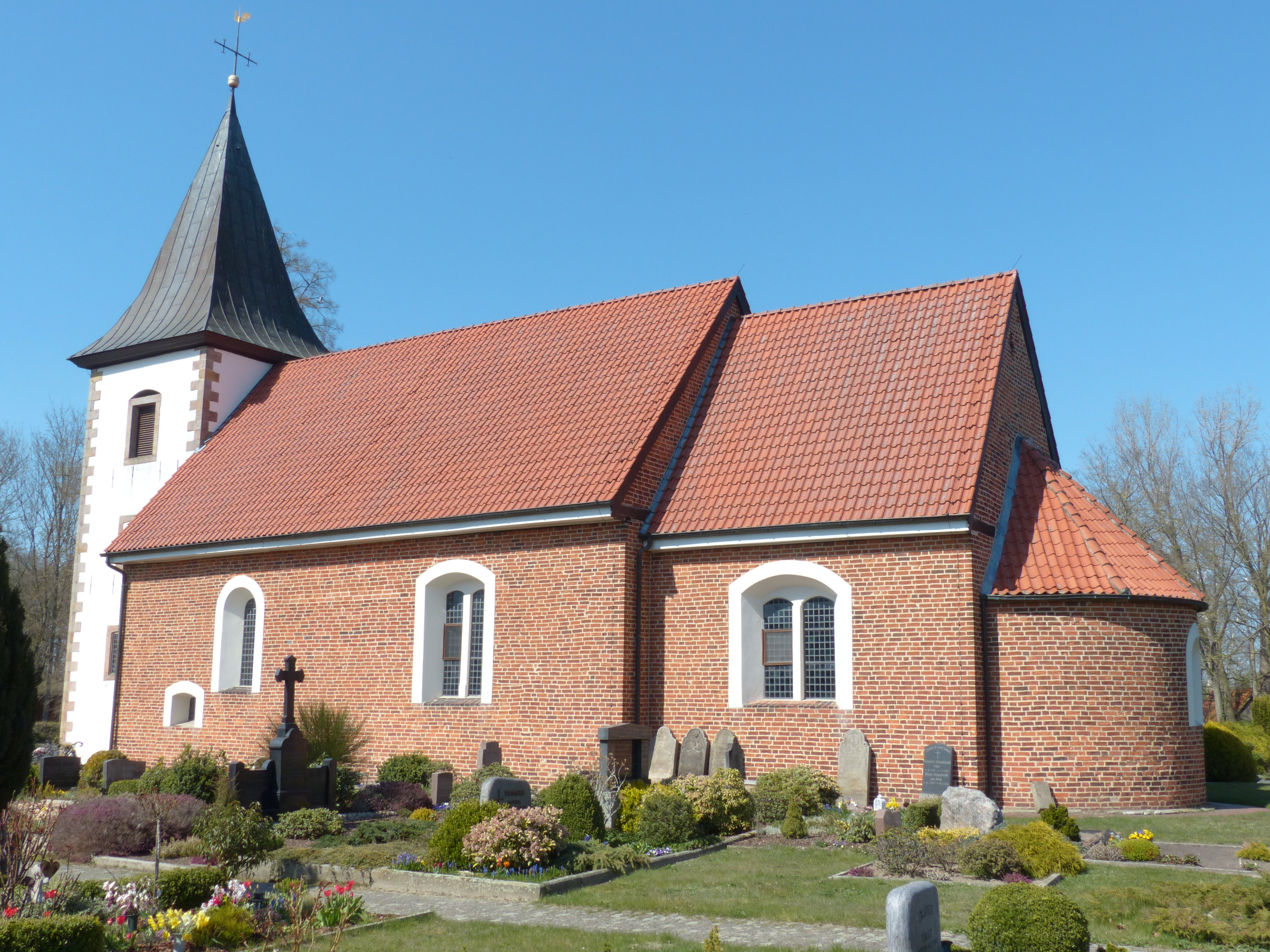
Katharinenkirche von Süden

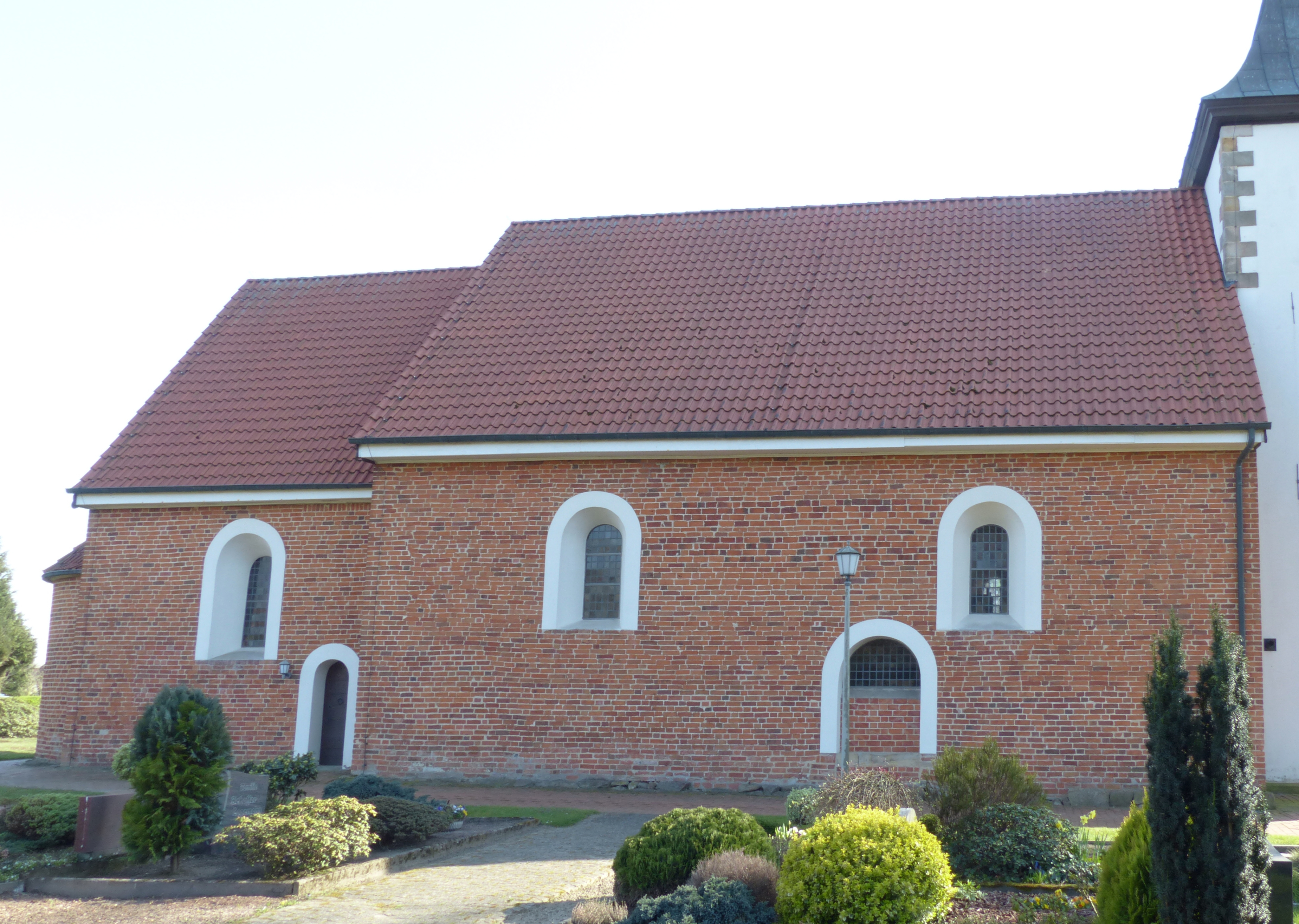
Schiff und Chor von Norden

St. Katharinen Neuenkirchen ist eine evangelische Kirche in der niedersächsischen Gemeinde Neuenkirchen in der Samtgemeinde Schwaförden.

## Gebäude

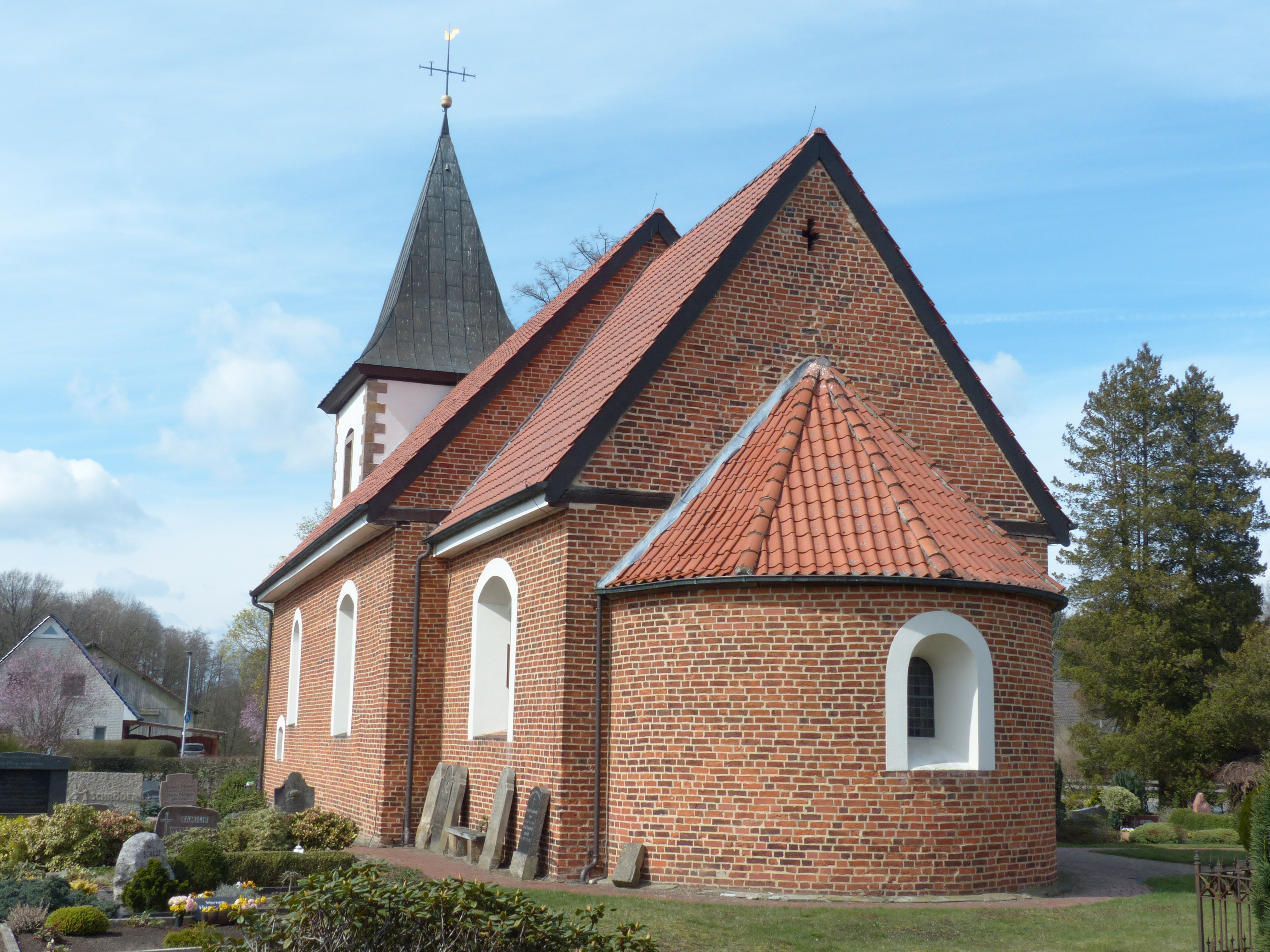
Katharinenkirche von Osten

Die romanische Saalkirche aus Backstein stammt wahrscheinlich aus dem späten 12. Jahrhundert. Eine ältere Datierung auf Mitte des 12. Jahrhunderts ist unwahrscheinlich, da der Turm des Verdener Doms als wohl ältester Backsteinbau der Mittelweserregion ab etwa 1160 datiert wird. Die halbrunde Apsis hat als Decke eine ungegliederte rundbogige Halbkuppel. Der deutlich eingezogene Chor hat ein etwas steileres Dach als der zweijochige Schiff.
Die rechteckigen Gewölbe des Kirchenraums haben rundbogige Begrenzungen, aber schon angedeutet spitzbogige Diagonalen. Sie beginnen an den Kämpfern als Kreuzgratgewölbe, aber nur wenig höher verstreichen die Grate fast vollständig, und es dominiert die Kuppelform. Im Gegensatz zu den meisten im 13. bis 15. Jahrhundert errichteten Gewölben der Region sind sie im Wesentlichen auf Kuff gemauert.
Drei Fenster der Südseite wurden nachträglich vergrößert und erhielten dabei neue Sohlbänke. Der vorgestellte quadratische Westturm wurde von 1788 bis 1790 neu errichtet und ist verputzt.

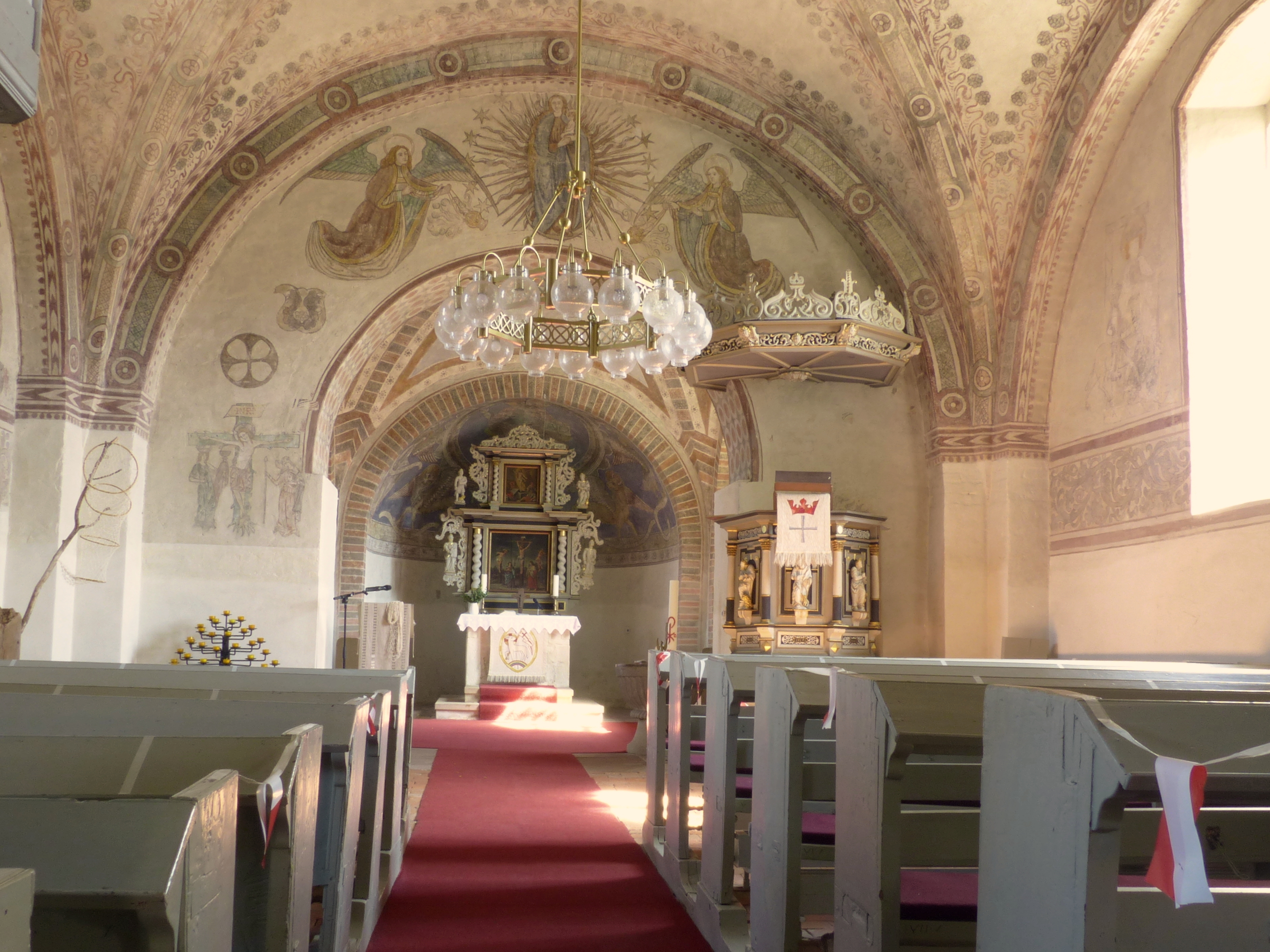
Triumphbogen

## Ausstattung
Der kelchförmige Taufstein aus dem 13. Jahrhundert hat später einen neuen Schaft erhalten. Weitgehend aus dem 17. Jahrhundert stammen Altarretabel, Kanzel und Kruzifix, ebenso wie der älteste Teil der dreiteiligen, hölzernen Empore.

## Fresken und Ausmalungen

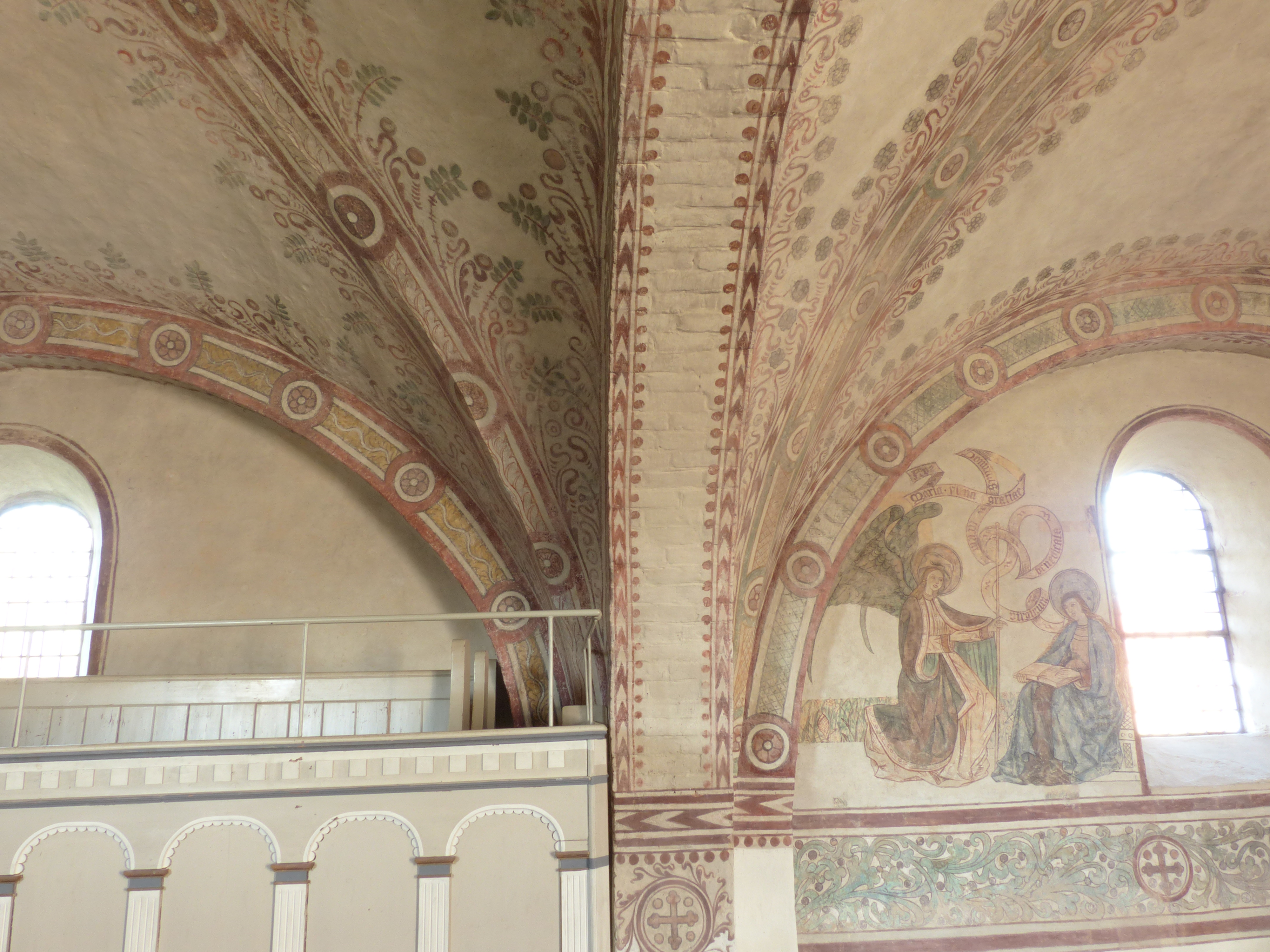
Erzengel Michael östlich des geschlämmten Gurtbogens

Zwischen 1904 und 1910 wurden sehr sehenswerte Fresken aus der Zeit von Mitte des 13. bis zur zweiten Hälfte des 15. Jahrhunderts entdeckt, freigelegt, restauriert und ergänzt.
In der Apsis, teilweise durch das Retabel des Barockaltars verdeckt, ist die Maiestas Domini dargestellt, umgeben von den Symbolen der vier Evangelisten, dem Menschen für Matthäus, dem geflügelten Löwen für Markus, dem geflügelten Stier für Lukas und dem Adler für Johannes. Die Malerei auf blauem Hintergrund entstand 1906/10 aus alten Resten. Die Reste der unter ihnen dargestellten Apostel sind inzwischen vollständig verschwunden.
Auf dem Triumphbogen vor dem Chorjoch ist eine Mondsichelmadonna gemalt worden. Sie wird von zwei Engeln beweihräuchert. Vermutlich hat die Mondsichelmadonna hier in der 2. Hälfte des 15. Jhds. eine Weltgerichtsdarstellung ersetzt, wie das in damaliger Zeit häufiger geschah. Als Beweis dafür dient eine sitzende Figur, die von zwei Teufeln drangsaliert wird. Sie ist, hinter dem Kanzelkorb freigelegt, vermutlich der Rest der vormaligen Hölle.
Zur Rechten der Mondsichelmadonna erblickt man den Gekreuzigten auf einem Ast-Kreuz. Es steht für den Lebensbaum des Paradieses, der mit dem Kreuz als arbor vitae, zum „Holz des Lebens“ verschmolzen ist. Unter dem Kreuz steht Ekklesia als gekrönte Frau, die in ihrem Kelch das Blut aus der Seitenwunde Jesu auffängt. Es fehlt die übliche Fahne in ihrer Hand. Zur Linken ist die Synagoge als Frau zu sehen, der die Augen verbunden sind und die einen Speer in der Hand hält. Normalerweise ist der zerbrochen. Auf dem Fresko aus der Zeit um 1300 ist er jedoch heil. Aus ihrer Hand entgleiten ihr die Gesetzestafeln, hier als Buch gemalt.
Über dem Kreuz ist ein nimbiertes Weihekreuz, lateinisch: crux signata, auch Apostelkreuz genannt, freigelegt worden. In katholischen Kirchen wurden und werden bei der Kirchweihe vom Bischof 12 Kreuze an der Wand mit Chrisamöl gesalbt. Die 12 Kreuze weisen darauf hin, dass die Kirche auf dem Fundament der 12 Apostel steht.

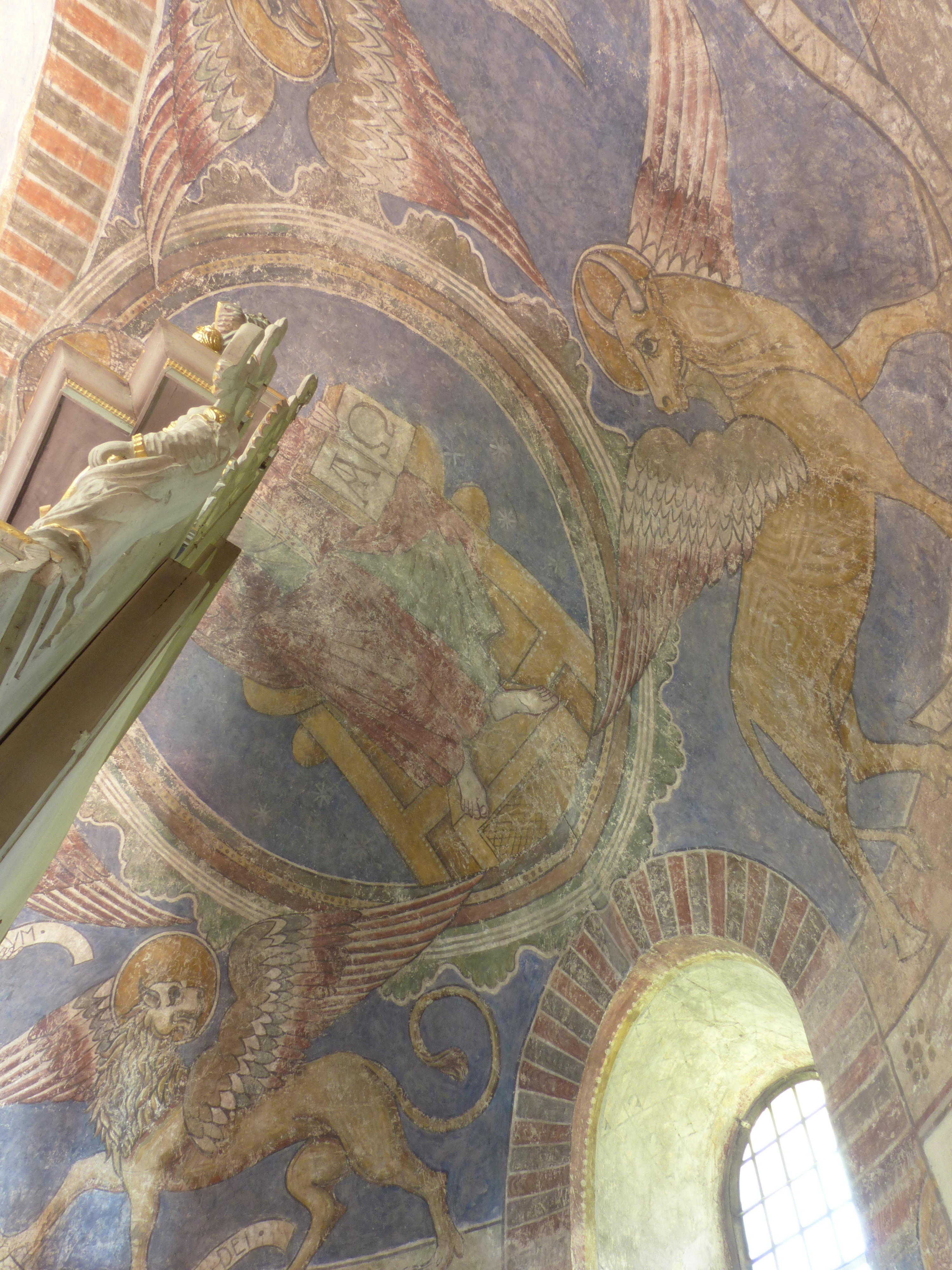
Apsis hinter dem Altar, thronender Christus und Evangelistensymbole
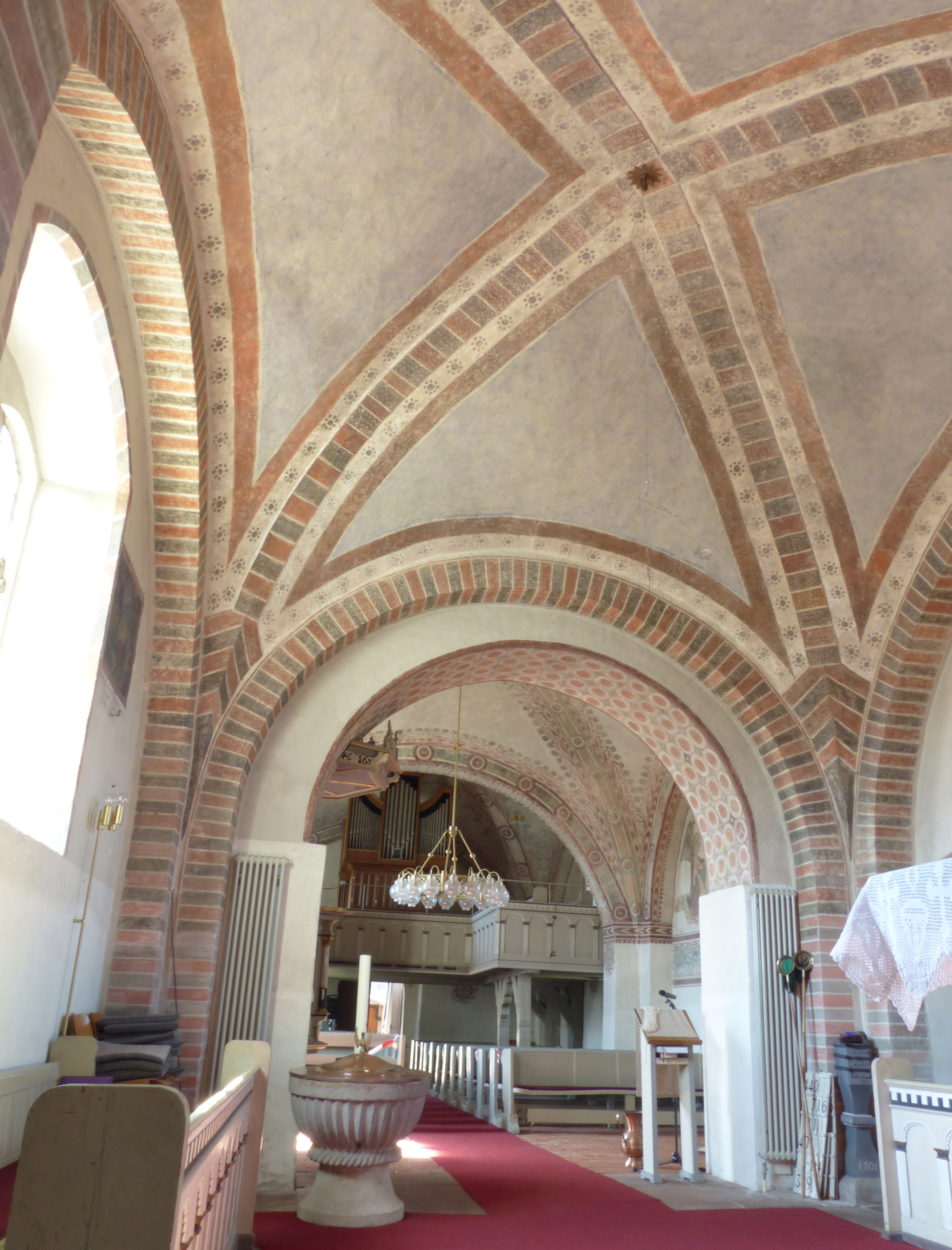
Chor mit Taufstein, Sicht ins Schiff
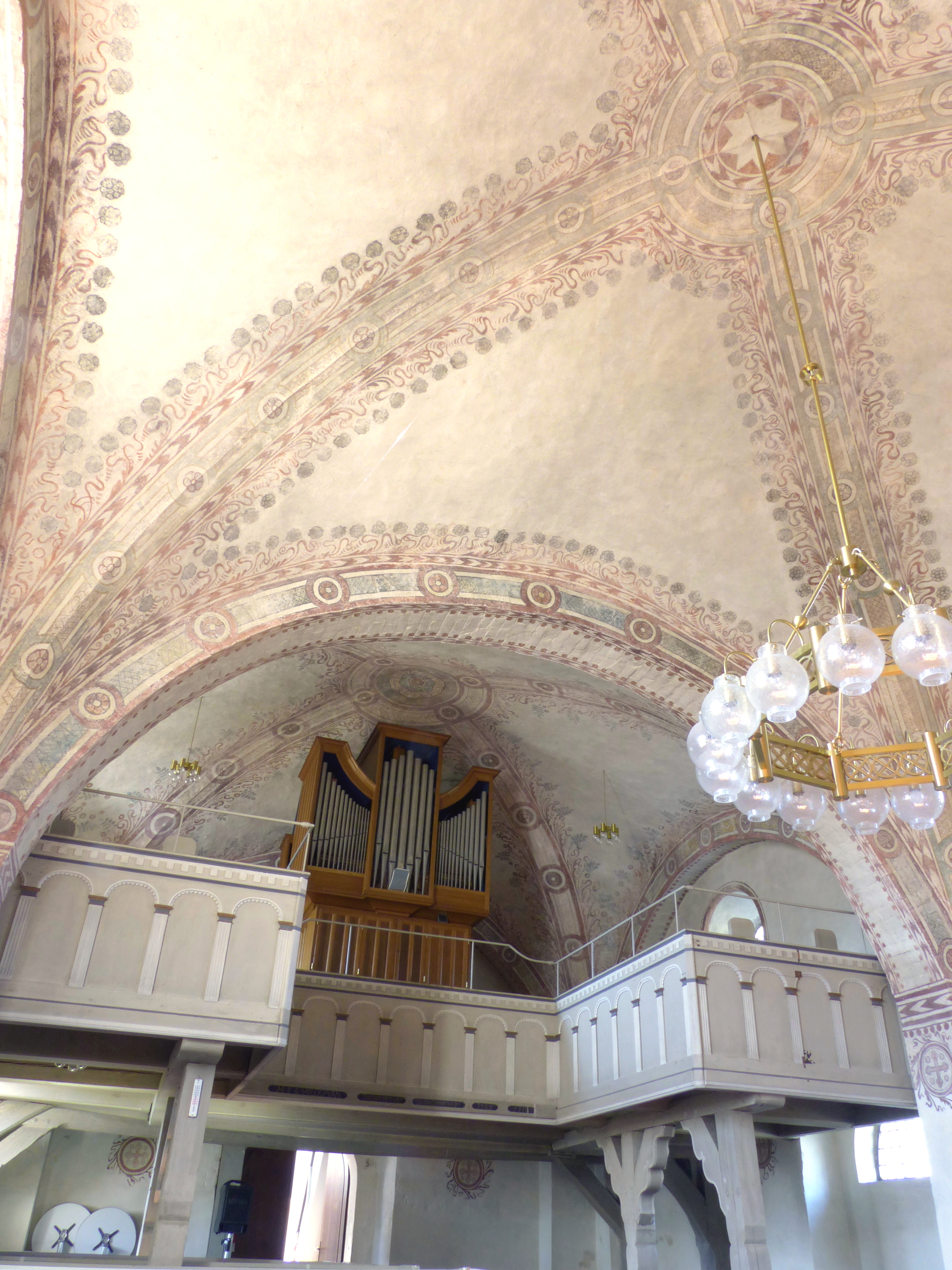
Beide Schiffsgewölbe und die Orgelempore

Links vom östlichen Nordfenster des Schiffs verkündet der Erzengel Gabriel – als Bote Gottes mit einem Stab versehen – Maria, die in der Hl. Schrift vertieft ist, die Frohe Botschaft von der Geburt des Gottessohnes. Auf dem Schriftband sind die Worte des Engels festgehalten: „Ave Maria, gratia plena, Dominus tecum; benedicta tu in mulieribus, et benedictus fructus ventris tui: Iesus.“ Zu Deutsch: „Gegrüßet seist du, Maria, voll der Gnade, der Herr ist mit dir. Du bist gebenedeit unter den Frauen, und gebenedeit ist die Frucht deines Leibes, Jesus.“
Rechts vom Fenster ist die Geburt Jesu zu sehen: Maria als Jungfrau mit offenem Haar und Josef knien vor der Krippe, Ochs und Esel wärmen das Kind mit ihrem Atem, und die Engel über ihnen verkünden die Frohe Botschaft: „Gloria in excelsis Deo, et in terra pax hominibius bonae voluntatis.“ Zu Deutsch: „Ehre sei Gott in der Höhe und Frieden auf Erden den Menschen guten Willens.“
Auf der Südwand ist links vom Fenster ist die Mantelteilung des Martin von Tours undeutlich zu erkennen, da dort noch eine Heiligenfigur aus einer älteren Malerei auftaucht. Rechts kämpft St. Georgs mit dem Drachen.
Die Gewölbescheitel, Bögen, Grate und Bandrippen sind mit geometrischen Mustern, Steinimitationen und verschiedenen Rankenfriesen geschmückt.